# Lista de partidos políticos da Catalunha
Esta é uma lista de partidos e agremiações políticas da Catalunha ativas na atualidade.

## Extrema-esquerda
| Nome | Nome                           |  | Abreviatura | Líder                 | Ideologia | Parlamento da Catalunha | Congresso dos Deputados | Senado | Parlamento Europeu | Vereadores Municipais |
| ---- | ------------------------------ |  | ----------- | --------------------- | --- | ----------------------- | ----------------------- | ------ | ------------------ | --------------------- |
|      | Candidatura de Unidade Popular |  | CUP         | Anna Gabriel i Sabaté | Independentismo catalão Socialismo Municipalismo Ecossocialismo Eurocepticismo Democracia participativa Feminismo Anticapitalismo | 10 / 135                | 0 / 350                 | 0 / 16 | 0 / 54             | 382 / 9 077           |

## Esquerda
| Nome | Nome                              |  | Abreviatura | Líder           | Ideologia                                                                                            | Parlamento da Catalunha | Congresso dos Deputados | Senado | Parlamento Europeu | Vereadores Municipais |
| ---- | --------------------------------- |  | ----------- | --------------- | --- | ----------------------- | ----------------------- | ------ | ------------------ | --------------------- |
|      | Comunistas da Catalunha           |  | CC          | Joan Josep Nuet | Independentismo catalão Comunismo Municipalismo marxismo-leninismo Eurocepticismo Feminismo          | 1 / 135                 | 1 / 350                 | 0 / 16 | 0 / 54             | 0 / 9 077             |
|      | Esquerda Republicana da Catalunha |  | ERC         | Oriol Junqueras | Nacionalismo catalão Independentismo catalão Republicanismo Socialismo democrático Social-democracia | 21 / 135                | 9 / 350                 | 1 / 16 | 2 / 54             | 2 380 / 9 077         |
|      | Esquerda Unida e Alternativa      |  | EUiA        | Joan Josep Nuet | Socialismo Comunismo Marxismo Ecossocialismo Republicanismo                                          | 0 / 135                 | 0 / 350                 | 0 / 16 | 0 / 54             | 0 / 9 077             |
|      | Iniciativa pela Catalunha Verdes  |  | ICV         | Joan Herrera    | Socialismo Ecossocialismo Nacionalismo catalão Federalismo                                           | 0 / 135                 | 0 / 350                 | 0 / 16 | 0 / 54             | 0 / 9 077             |

## Centro - esquerda
| Nome | Nome                                 |  | Abreviatura | Líder        | Ideologia                                              | Parlamento da Catalunha | Congresso dos Deputados | Senado | Parlamento Europeu | Vereadores Municipais |
| ---- | ------------------------------------ |  | ----------- | ------------ | ------------------------------------------------------ | ----------------------- | ----------------------- | ------ | ------------------ | --------------------- |
|      | Partido dos Socialistas da Catalunha |  | PSC         | Miquel Iceta | Social-democracia Federalismo Regionalismo Catalanismo | 0 / 135                 | 0 / 350                 | 0 / 16 | 0 / 54             | 0 / 9 077             |

## Centro - direita
| Nome | Nome                                |  | Abreviatura | Líder         | Ideologia                                                                                                | Parlamento da Catalunha | Congresso dos Deputados | Senado | Parlamento Europeu | Vereadores Municipais |
| ---- | ----------------------------------- |  | ----------- | ------------- | --- | ----------------------- | ----------------------- | ------ | ------------------ | --------------------- |
|      | Cidadãos - Partido da Cidadania     |  | C's         | Albert Rivera | Social liberalismo Liberalismo Liberalismo económico Centrismo Europeísmo                                | 0 / 135                 | 0 / 350                 | 0 / 16 | 0 / 54             | 0 / 9 077             |
|      | Partido Democrático Europeu Catalão |  | PDeCAT      | Artur Mas     | Liberalismo Liberalismo económico Nacionalismo catalão Independentismo catalão Republicanismo Europeísmo | 0 / 135                 | 0 / 350                 | 0 / 16 | 0 / 54             | 0 / 9 077             |

## Direita
| Nome | Nome                           |  | Abreviatura | Líder                       | Ideologia                                                                      | Parlamento da Catalunha | Congresso dos Deputados | Senado | Parlamento Europeu | Vereadores Municipais |
| ---- | ------------------------------ |  | ----------- | --------------------------- | ------------------------------------------------------------------------------ | ----------------------- | ----------------------- | ------ | ------------------ | --------------------- |
|      | Partido Popular - Cataluña     |  | PPC         | Alicia Sánchez-Camacho      | Democracia cristã Conservadorismo Liberalismo clássico Liberalismo económico   | 0 / 135                 | 0 / 350                 | 0 / 16 | 0 / 54             | 0 / 9 077             |
|      | União Democrática da Catalunha |  | UDC         | Josep Antoni Duran i Lleida | Democracia cristã Catalanismo Federalismo Humanismo Economia social de mercado | 0 / 135                 | 0 / 350                 | 0 / 16 | 0 / 54             | 0 / 9 077             |